# Клэпем, Артур Рой
А́ртур Рой Клэ́пем (англ. Arthur Roy Clapham, 1904—1990) — британский ботаник и эколог растений, член Лондонского королевского общества (1959), командор ордена Британской империи (1969).

## Биография
Родился 24 мая 1904 года в Норвиче в семье школьного учителя Джорджа Клэпема и его супруги Доры Маргарет, в девичестве Харви. С 1922 года учился в Даунинг-колледже Кембриджского университета. Занимался изучением физиологии растений под руководством Фредерика Блэкмена, в 1929 году защитил диссертацию доктора философии.
С 1928 года Клэпем работал физиологом культурных растений на Ротамстедском опытной станции. В 1930 году он был назначен кафедральным демонстратором на кафедре ботаники Оксфордского университета, с 1931 года был университетским демонстратором, читал лекции по географии, сельскому хозяйству, таксономии, сравнительной морфологии растений, цитологии, палеоботанике, генетике, статистике.
В 1944 году Артур Рой Клэпем был избран профессором ботаники Шеффилдского университета.
С 1949 года Клэпем — член Лондонского Линнеевского общества. В 1954—1956 годах Клэпем был президентом Британского экологического общества. В 1959 году он был избран членом Лондонского королевского общества за вклад в изучение экологии растений. С 1967 по 1970 год Клэпем являлся президентом Лондонского Линнеевского общества.
В 1969 году Клэпем покинул Шеффилдский университет и переехал в Аркхолм близ Ланкастера.
В 1972 году Клэпем стал обладателем медали Линнея.
Скончался 18 декабря 1990 года.

## Некоторые научные работы
- James, W. O., Clapham, A. R. The Biology of Flowers. — Oxford, 1935. — 106 p.
- Clapham, A. R., Tutin, T. G., Warburg, E. F. Flora of the British Isles. — Cambridge, 1952. — 1591 p.
- Nicholson, B. E., Clapham, A. R. The Oxford Book of Trees. — Oxford, 1975. — 216 p.